# Estação Pannenhuis
Pannenhuis é uma estação da linha 6 (antiga linha 1A) do Metropolitano de Bruxelas.

| Oeste ou norte                 |  |              |  | Leste ou Sul                  |
| ------------------------------ |  | ------------ |  | ----------------------------- |
| Bockstael sentido Roi Baudouin |  | Linha 6 (en) |  | Belgica sentido Elisabeth (d) |
| editar no Wikidata             |  |              |  |                               |